# Trial by Jury
Trial by Jury és una òpera còmica en un acte, amb música d'Arthur Sullivan i llibret de W. S. Gilbert. Es va estrenar el 25 de març de 1875 al Royalty Theatre de Londres,  on inicialment es va representar durant 131 funcions i va ser considerada un èxit, rebent elogis de la crítica i superant la seva popular peça acompanyant,  La Périchole de Jacques Offenbach. La història tracta d'una demanda per "incompliment de promesa de matrimoni" en què el jutge i el sistema legal són objecte d'una sàtira alegre. Gilbert va basar el llibret de Trial by Jury en una paròdia d'opereta que havia escrit el 1868.
L'òpera es va estrenar més de tres anys després de l'única col·laboració prèvia de Gilbert i Sullivan,  Thespis, un espectacle nadalenc de 1871–72. Durant els anys intermedis, tant l'autor com el compositor van estar ocupats amb projectes separats. A partir de 1873, Gilbert va intentar diverses vegades que es produís l'òpera abans que l'empresari Richard D'Oyly Carte li suggerís que hi col·laborés amb Sullivan. Sullivan va quedar satisfet amb la peça i immediatament va escriure la música.
Com passa amb la majoria d'òperes de Gilbert i Sullivan, la trama de Trial by Jury és ridícula, però els personatges es comporten com si els esdeveniments fossin perfectament raonables. Aquesta tècnica narrativa esmorteeix algunes de les punxades dirigides a la hipocresia, especialment de les persones amb autoritat, i els motius, de vegades baixos, de persones i institucions suposadament respectables. Aquests temes es van convertir en els preferits de Gilbert durant la resta de les seves col·laboracions amb Sullivan. La crítica i el públic van elogiar com la música enginyosa i bon humor de Sullivan complementava la sàtira de Gilbert. L'èxit de Trial by Jury va llançar la famosa sèrie de 13 obres col·laboratives entre Gilbert i Sullivan que van arribar a ser conegudes com les Òperes Savoy.
Després de la seva producció original el 1875, Trial by Jury va fer una àmplia gira per Gran Bretanya i altres llocs i va ser reviscuda i enregistrada amb freqüència. També es va fer popular per a representacions benèfiques. L'obra continua representant-se amb freqüència, especialment com a peça complementària d'altres òperes curtes de Gilbert i Sullivan o altres obres. Segons l'estudiós del teatre Kurt Gänzl, és "probablement l'opereta britànica d'un acte més reeixida de tots els temps".

## Rerefons
Abans de Trial by Jury, W. S. Gilbert i Arthur Sullivan havien col·laborat en una òpera anterior, Thespis; or, The Gods Grown Old, el 1871. Tot i que va tenir un èxit raonable, era un entreteniment nadalenc i no s'esperava que aquestes obres perduressin. Entre Thespis i Trial by Jury, Gilbert i Sullivan no van col·laborar en cap altra òpera, i cada home va produir per separat obres que van consolidar encara més la seva reputació en el seu propi camp. Gilbert va escriure diversos contes, va editar el segon volum del seu còmic Bab Ballads i va crear una dotzena d'obres teatrals, incloent-hi Happy Arcadia el 1872; The Wicked World, The Happy Land i The Realm of Joy el 1873; Charity, Topsyturveydom i Sweethearts  el 1874. Al mateix temps, Sullivan va escriure diverses peces de música religiosa, incloent-hi el Festival Te Deum (1872) i un oratori, The Light of the World (1873), i va editar Church Hymns, with Tunes (1874), que incloïa 45 dels seus propis himnes i arranjaments. Dues de les seves melodies d'himnes més famoses d'aquest període són arranjaments de "Onward, Christian Soldiers" i "Nearer, my God, to Thee" (ambdues del 1872). També va escriure una suite de música incidental per a The Merry Wives of Windsor (1874) i moltes balades de saló i altres cançons, incloent-hi tres del 1874–75 amb lletra de Gilbert: "The Distant Shore", "Sweethearts" (inspirada en l'obra de Gilbert) i "The Love that Loves Me Not".

### Gènesi de l'òpera

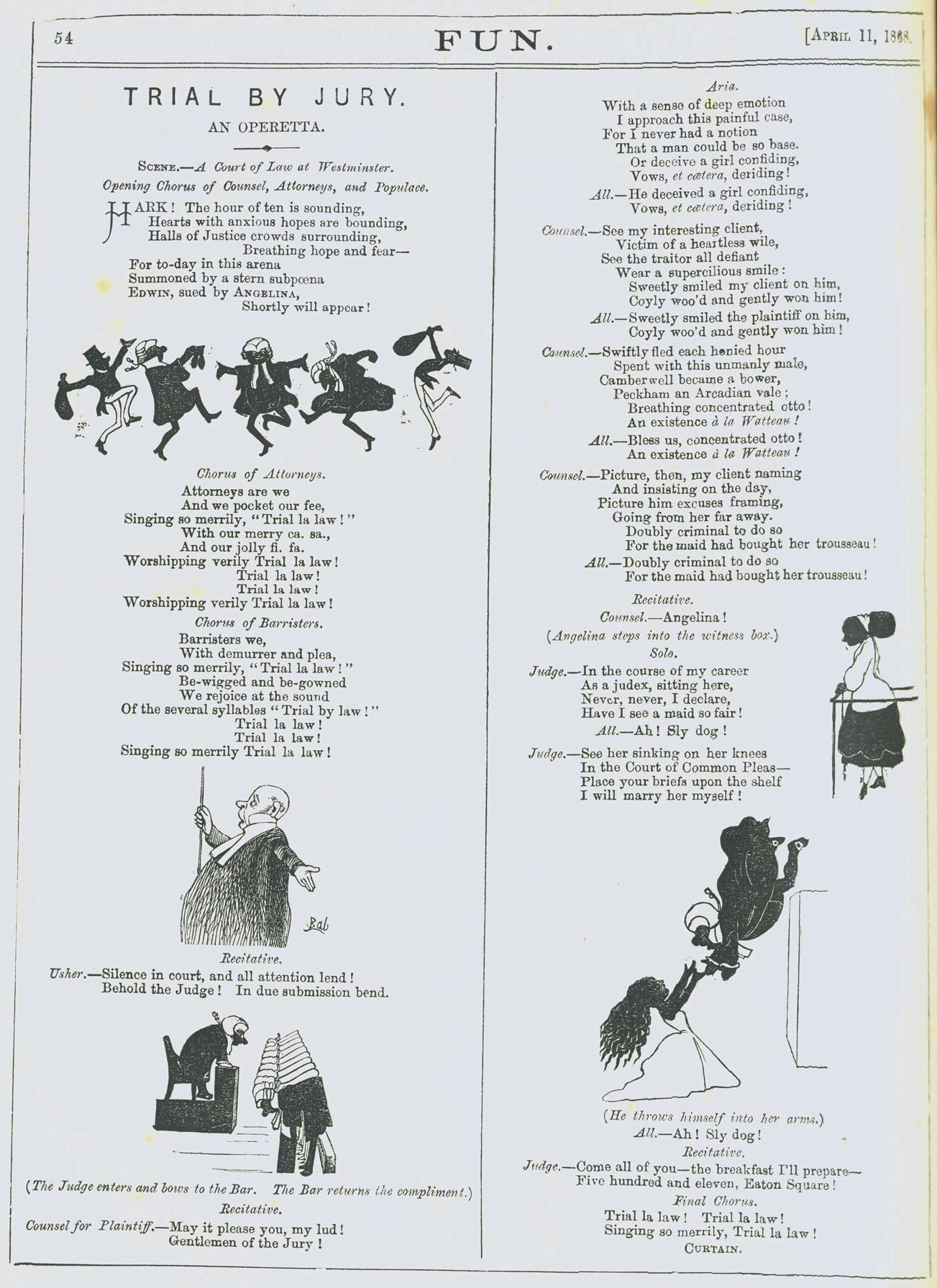
Esbós original de Gilbert de Trial by Jury, publicat a Fun el 1868

La gènesi de Trial by Jury va ser el 1868, quan Gilbert va escriure una peça còmica il·lustrada d'una sola pàgina per a la revista Fun titulada Trial by Jury: An Operetta. Basant-se en la formació i la breu pràctica de Gilbert com a advocat, detallava un judici per "incompliment de promesa" que anava malament, parodiant en el procés la llei, els advocats i el sistema legal. (A l'època victoriana, un home podia ser obligat a pagar una compensació si no es casava amb una dona amb qui estava promès.) L'esquema d'aquesta història es va seguir a l'òpera posterior, i dos dels seus números van aparèixer gairebé en la seva forma final a Fun. L'esketx, però, va acabar bruscament: en el moment en què la atractiva demandant va entrar a l'estrada dels testimonis, el jutge va saltar als seus braços i va prometre casar-s'hi, mentre que a l'òpera, es permet que el cas avanci abans que s'arribi a aquesta conclusió.
El 1873, el director d'òpera i compositor Carl Rosa va demanar a Gilbert una peça per utilitzar-la com a part d'una temporada d'òpera anglesa que Rosa tenia previst presentar al Drury Lane Theatre; Rosa havia d'escriure o encarregar la música. Gilbert va ampliar Trial a un llibret d'un acte . L'esposa de Rosa, Euphrosyne Parepa-Rosa, amiga de la infància de Gilbert, va morir després d'una malaltia el 1874, i Rosa va abandonar el projecte. Més tard aquell mateix any, Gilbert va oferir el llibret a l'empresari Richard D'Oyly Carte, però Carte no coneixia cap compositor disponible per musicar-lo.
Mentrestant, Sullivan podria haver estat considerant tornar a l'òpera lleugera: Cox and Box, la seva primera òpera còmica, havia rebut una reestrena a Londres (coprotagonitzada pel seu germà, Fred Sullivan) el setembre de 1874. Al novembre, Sullivan va viatjar a París i va contactar amb Albert Millaud, un dels llibretistes de les operetes de Jacques Offenbach. Tanmateix, va tornar a Londres amb les mans buides i va treballar en la música incidental per a la producció de Les alegres comares de Windsor del Gaiety Theatre. A principis de 1875, Carte dirigia el Royalty Theatre de Selina Dolaro, i necessitava una òpera curta per ser representada com a peça posterior a La Périchole d'Offenbach, que s'havia d'estrenar el 30 de gener (amb Fred Sullivan al repartiment), en què Dolaro protagonitzava. Carte havia demanat a Sullivan que compongués alguna cosa per al teatre i havia anunciat a The Times a finals de gener: "En preparació, una nova òpera còmica composta expressament per a aquest teatre pel Sr. Arthur Sullivan en què apareixeran Madame Dolaro i Nellie Bromley". Però més o menys al mateix temps, Carte també recordava el Trial by Jury de Gilbert i sabia que Gilbert havia treballat amb Sullivan per crear Thespis. Va suggerir a Gilbert que Sullivan era l'home que havia d'escriure la música per a Trial.
Finalment, Gilbert va visitar Sullivan i li va llegir el llibret el 20 de febrer de 1875. Sullivan es va mostrar entusiasmat i més tard va recordar: "[Gilbert] el va llegir... a la manera d'un home considerablement decebut amb el que havia escrit. Tan bon punt va arribar a l'última paraula, va tancar el manuscrit violentament, aparentment inconscient del fet que havia aconseguit el seu propòsit pel que fa a mi, ja que jo estava cridant de riure tot el temps". Trial by Jury, descrit com "Una cantata dramàtica novedosa i original" al material promocional original, va ser compost i assajat en qüestió de setmanes.

### Producció i conseqüències
El resultat de la col·laboració de Gilbert i Sullivan va ser una peça enginyosa, melodiosa i molt "anglesa", en contrast amb els burlescs obscens i les adaptacions d'operetes franceses que dominaven l'escena musical londinenca en aquell moment.

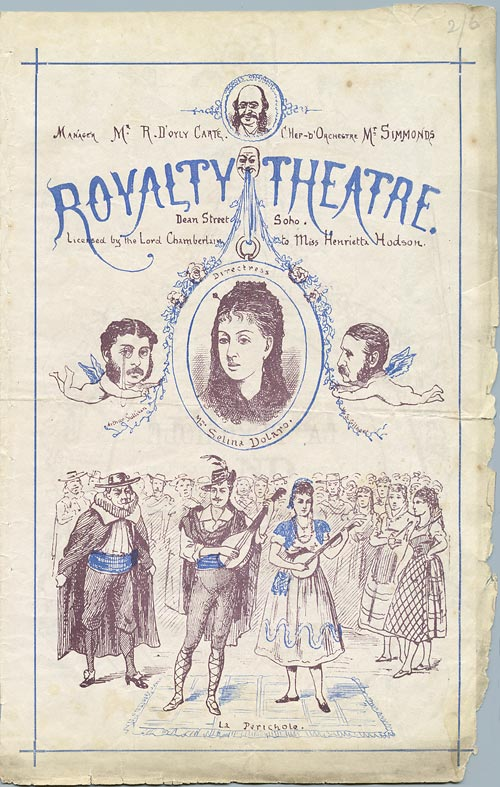
Programa de l'abril de 1875 per a La Périchole i Trial by Jury. Sullivan i Gilbert són els querubins.

Inicialment, Trial by Jury, que només dura uns 30 minuts, es representava per última vegada en un programa triple, en què l'atracció principal, La Périchole (protagonitzada per Dolaro com a personatge principal, Fred Sullivan com a Don Andrés i Walter H. Fisher com a Piquillo), estava precedida per la farsa d'un acte Cryptoconchoidsyphonostomata. última va ser substituïda immediatament per una sèrie d'altres curtain raisers. El compositor va dirigir la primera nit de la funció, i el director musical del teatre, B. Simmons, va dirigir-la a partir de llavors. El germà del compositor, Fred Sullivan, va interpretar el jutge savi, amb Nellie Bromley com a demandant. Un dels coristes de Trial by Jury, W. S. Penley, va ser ascendit el novembre de 1875 al petit paper del cap del jurat i va causar un fort impacte en el públic amb les seves divertides expressions facials i gestos. El març de 1876, va substituir temporalment Fred Sullivan com a jutge, quan la salut de Fred va empitjorar a causa de la tuberculosi. Amb aquest inici, Penley va iniciar una reeixida carrera com a actor còmic, que va culminar amb el paper principal en la producció original rècord de Charley's Aunt. Fred Sullivan va morir el gener de 1877.
Les obres de Jacques Offenbach estaven en el punt àlgid de la seva popularitat a Gran Bretanya, però Trial by Jury va resultar encara més popular que La Périchole, convertint-se en un èxit inesperat. Trial by Jury va atreure multituds i va continuar representant-se després del tancament de La Périchole. Mentre el Royalty Theatre va tancar durant l'estiu de 1875, Dolaro va portar immediatament Trial de gira per Anglaterra i Irlanda. L'obra es va reprendre al Royalty més tard el 1875 i es va tornar a representar per a temporades addicionals a Londres el 1876 a l'Opéra Comique i el 1877 al Strand Theatre.
Trial by Jury aviat es va convertir en l'obra secundària més desitjable per a qualsevol producció londinenca i, fora de Londres, les principals companyies teatrals britàniques de gira l'havien afegit al seu repertori cap al 1877. La producció original va rebre una gira mundial de la mà de la subdirectora de l'Opera Comique Emily Soldene, que va viatjar fins a Austràlia. Les produccions "pirates" no autoritzades van sorgir ràpidament a Amèrica, aprofitant el fet que els tribunals americans no feien complir els drets d'autor estrangers. També es va popularitzar com a part de la tradició victoriana dels "concerts benèfics", on la comunitat teatral s'unia per recaptar diners per a actors i actrius que tenien mala sort o es retiraven. La D'Oyly Carte Opera Company va continuar representant l'obra durant un segle, llicenciant l'obra a companyies amateurs i professionals estrangeres, com ara la J. C. Williamson Gilbert and Sullivan Opera Company. Des que els drets d'autor de les obres de Gilbert i Sullivan van expirar el 1961, l'obra ha estat disponible per a companyies teatrals de tot el món sense drets d'autor. La popularitat persistent de l'obra des del 1875 la converteix, segons l'estudiós teatral Kurt Gänzl, en "probablement l'opereta britànica d'un acte més reeixida de tots els temps".
L'èxit de Trial by Jury va impulsar diversos intents de reunir Gilbert i Sullivan, però van sorgir dificultats. Els plans per a una col·laboració per a Carl Rosa el 1875 van fracassar perquè Gilbert estava massa ocupat amb altres projectes, i un intent de represa de Thespis de Richard D'Oyly Carte el Nadal de 1875 va fracassar quan els financers es van retirar. Gilbert i Sullivan van continuar les seves carreres separades, tot i que tots dos van continuar escrivint òpera lleugera, entre altres projectes: la següent òpera lleugera de Sullivan, The Zoo, es va estrenar mentre Trial by Jury encara es representava, el juny de 1875; i Eyes and No Eyes de Gilbert es va estrenar un mes després, seguit de Princess Toto el 1876.
Gilbert i Sullivan no es van retrobar fins a The Sorcerer el 1877. Es va anunciar que Fred Sullivan participaria en la següent òpera de Gilbert i Sullivan la temporada següent, però va emmalaltir i va morir poc després.

## Personatges
- El jutge erudit (baríton còmic)
- La demandant (soprano)
- El demandat (tenor)
- Advocat de la demandant (baríton líric)
- Uixer (baix-baríton)
- Cap de jurat (baix)
- Associat (silent)
- Primera dama d'honor
- Cor de Dames d'Honor, Cavallers del Jurat, Advocats, Procuradors i Públic.

## Sinopsi
L'Uixer aconsella al jurat que escolti el cas del demandant, amb el cor trencat, i afegeix que "no cal que els importi" el que hagi de dir l'"acusat rufià". Assenyala, perquè consti, que "Amb prejudicis lliures de tota mena, aquest judici s'ha de dur a terme!" Arriba l'acusat (Edwin) , i els membres del jurat el saluden amb hostilitat, tot i que, com assenyala, encara no tenen ni idea dels mèrits del seu cas. Els diu francament que va abandonar la demandant perquè es va convertir en una "avorrida" per a ell, i que després es va relacionar ràpidament amb una altra dona. Els membres del jurat recorden la seva pròpia joventut capritxosa, però com que ara són cavallers respectables, no senten cap simpatia per l'acusat.
El jutge entra amb gran pompa i descriu com va arribar a la seva posició: festejant la "filla gran i lletja" d'un advocat ric. L'advocat ric va ajudar la carrera jurídica del seu futur gendre fins que el jutge "es va fer tan ric com els Gurney" i "es va llençar sobre" la filla. El jurat i el públic estan encantats amb el jutge, tot i que acaba d'admetre el mateix error del qual s'acusa l'acusat.
El jurat pren possessió del càrrec i es cita la demandant (Angelina). Les dames d'honor la precedeixen a la sala del tribunal, una de les quals crida l'atenció del jutge. Tanmateix, quan la mateixa Angelina arriba amb vestit de núvia complet, captura instantàniament el cor tant del jutge com del jurat. L'advocat de la demandant fa un discurs commovedor que detalla la traïció d'Edwin. Angelina fingeix angoixa i trontolla, primer als braços del cap del jurat i després del jutge. Edwin replica, explicant que el seu canvi d'opinió és natural:

| Oh, gentlemen, listen, I pray, Though I own that my heart has been ranging, Of nature the laws I obey, For nature is constantly changing. The moon in her phases is found, The time and the wind and the weather, The months in succession come round, And you don't find two Mondays together. | Oh, senyors, escolteu, us prego, tot i que reconec que el meu cor ha estat vacil·lant, obeeixo les lleis de la natura, perquè la natura canvia constantment. Es troba la lluna en les seves fases, el temps, el vent i el temps, els mesos successius van passant, i no hi ha dos dilluns junts. |
S'ofereix a casar-se tant amb el demandant com amb el seu nou amor, si això satisfés a tothom. El jutge al principi troba que això és "una proposta raonable", però l'advocat argumenta que des dels dies de Jaume II, ha estat "un delicte força greu / Casar-se amb dues esposes alhora"; qualifica el delicte no de "bigàmia", sinó de "robatori". Perplexos, tots els presents al tribunal reflexionen sobre el "bon dilema" en una paròdia dels conjunts d'òpera italiana.
L'Angelina abraça desesperadament a l'Edwin, demostrant la profunditat del seu amor i lamenta la seva pèrdua, tot això com a prova de la gran quantitat de danys i perjudicis que el jurat hauria d'exigir a l'Edwin que pagui. L'Edwin, al seu torn, diu que és fumador, borratxo i abusador (quan està borratxo), i que la demandant no l'hauria pogut suportar ni un dia; per tant, els danys i perjudicis haurien de ser petits. El jutge suggereix que l'Edwin estigui borratxo per veure si realment "colpejaria i donaria puntades de peu" a l'Angelina, però tothom (excepte l'Edwin) s'oposa a aquest experiment. Impacient per la manca de progrés, el jutge resol el cas oferint-se a casar-se ell mateix amb l'Angelina. Això es considera força satisfactori i el procediment conclou amb una "alegria il·limitada". 

## Números musicals

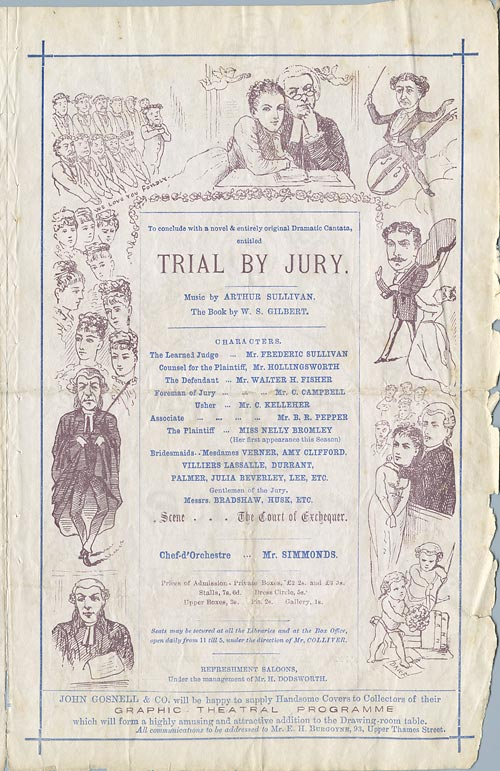
Tercera pàgina del programa de 1875

- 1.  "Hark, the hour of ten is sounding" (Cor) and "Now, Jurymen, hear my advice" (Uixer)
- 1a. "Is this the Court of the Exchequer?" (Demandat)
- 2.  "When first my old, old love I knew" (Demandat i Cor) and "Silence in Court!" (Uixer)
- 3.  "All hail great Judge!" (Cor i Jutge)
- 4.  "When I, good friends, was call'd to the Bar" (Jutge i Cor)
- 5.  "Swear thou the Jury" (Advocat, Uixer) and "Oh will you swear by yonder skies" (Uixer i Cor)
- 6.  "Where is the Plaintiff?" (Advocat, Uixer) and "Comes the broken flower" (Cor de dames d'honor i demandant)[g]
- 7.  "Oh, never, never, never, since I joined the human race" (Jutge, Foreman, Cor)
- 8.  "May it please you, my lud!" (Advocat for Plaintiff i Cor)
- 9.  "That she is reeling is plain to see!" (Jutge, Foreman, Plaintiff, Advocat, i Cor)
- 10. "Oh, gentlemen, listen, I pray" (Defendant i Cor de Dames d'Honor)
- 11. "That seems a reasonable proposition" (Jutge, Advocat, i Cor)
- 12. "A nice dilemma we have here" (Conjunt)
- 13. "I love him, I love him, with fervour unceasing" (Demandant, Demandat i Cor) and "The question, gentlemen, is one of liquor" (Jutge i Conjunt)
- 14. "Oh, joy unbounded, with wealth surrounded" (Conjunt)

Per a més claredat, només s'han enumerat els personatges amb un paper important en cada cançó en particular.

## Recepció
Les crítiques de l'estrena de Trial by Jury van ser uniformement entusiastes. La revista Fun va declarar l'òpera "extremadament divertida i admirablement composta", mentre que la revista rival Punch va escriure que "és la ximpleria més divertida que el vostre representant ha vist en molt de temps", només lamentant que fos massa curta. El Daily News va elogiar l'autor: "En invenció capritxosa i humor excèntric, el Sr. W. S. Gilbert no té cap rival viu entre els nostres escriptors dramàtics, i mai la seva peculiar vena de broma i sàtira ha estat més compíscua que en una petita peça titulada Trial by Jury ". The Daily Telegraph va concloure que l'obra il·lustrava la "gran capacitat del compositor per a l'escriptura dramàtica de la classe més lleugera". Molts crítics van emfatitzar la feliç combinació de les paraules de Gilbert i la música de Sullivan. Un va assenyalar que «cadascun està tan completament imbuït del mateix esperit, que seria tan difícil concebre l'existència dels versos del Sr. Gilbert sense la música del Sr. Sullivan, com de la música del Sr. Sullivan sense els versos del Sr. Gilbert. Cadascun dóna a cadascun un doble encant». Un altre va coincidir que «sembla, com en les grans òperes wagnerianes , com si el poema i la música haguessin sortit simultàniament d'un mateix cervell».
El públic de la nit d'estrena també va quedar encantat amb l'obra, preferint-la fins i tot a l'obra d'Offenbach: "A jutjar per la hilaritat incessant i gairebé sorollosa que formava una mena de comentari recurrent per part del públic, Trial by Jury no va patir res d'una juxtaposició tan perillosa [amb una peça del popular Offenbach]. Al contrari, es pot dir amb raó que s'ha endut la palma." Un crític va assenyalar que "Mai es va sentir rialles més freqüents o més cordials en cap teatre que les que més d'una vegada van aturar l'acció... temporalment." Un altre diari va resumir el seu atractiu popular: " Trial by Jury no és més que una mica, pretén no ser res més, però és una d'aquelles alegres extravagàncies que molts aniran a veure i escoltar, de les quals riuran i que aconsellaran als seus amics que vagin a veure, i per tant el seu èxit no pot ser dubtós."
Entre els actors, es va reservar un elogi especial de la crítica per al germà del compositor, Fred Sullivan, en el paper del jutge erudit: "El major 'èxit' el va fer el Sr. F. Sullivan, la barreja del qual de dignitat oficial, condescendència i, en el moment adequat, humor extravagant, va fer que el personatge del jutge destaqués amb tota la prominència necessària i va afegir molt a l'interès de l'obra". The Times va coincidir que la seva interpretació mereixia "una paraula especial d'elogi pel seu humor tranquil i natural". Nelly Bromley (la demandant), Walter H. Fisher (el demandat), John Hollingsworth (l'advocat) i altres també van ser elogiats per la seva actuació.
Les avaluacions posteriors de l'obra no han estat menys positives. El 1907, la primera biògrafa de Gilbert, Edith A. Browne, va concloure: "A Trial by Jury trobem autor i compositor que miren el costat humorístic de la vida des del mateix punt de vista, i ens adonem de seguida de com Gilbert i Sullivan han pogut fer per l'òpera còmica el que Wagner ha fet per la Grand Opera combinant paraules i música per fer-ne una sola". HM Walbrook va escriure de manera similar el 1922:
| « | Trial by Jury ... satiritza el procediment en un incompliment mitjà de promesa, i també la falta de sinceritat que de vegades pot subjaure a la postura de "respectabilitat". Tot el que es fa o es canta és ridícul, i tanmateix, sota tot plegat hi ha un substrat recognoscible de veritat. L'obra és un esclat de rialles. La cançoneta del jutge, "When first, my friends, I was called to the Bar" [sic] és la cançó còmica més coneguda en llengua anglesa. En cap de les òperes s'exhibeix el geni de Gilbert com a inventor del "negoci còmic" de manera més audaç i irresistible. Es pot veure l'obra una vegada i una altra i descobrir nous cops de comicitat. El seu lloc en el repertori de Gilbert i Sullivan és tan segur com sempre; i siguin quines siguin les reformes que es puguin dur a terme més endavant en aquest departament particular de la Divisió del Bench del Rei , Trial by Jury probablement continuarà sent un dels refrescos del món angloparlant. | » |

El biògraf de Gilbert i Sullivan, Michael Ainger, escrivint el 2002, 127 anys després de l'estrena de l'òpera, va explicar el seu atractiu perdurable: "Res no podia ser més seriós que un tribunal de justícia... i ara el món s'havia capgirat. El tribunal de justícia s'havia convertit en l'escenari de l'humor i la frivolitat; el jutge erudit havia demostrat ser tan voluble com l'acusat, i el sistema judicial va resultar ser defectuós per la fragilitat humana. I Sullivan havia entès la broma... Des dels primers acords... la música de Sullivan prepara l'escena de la serietat fingida i procedeix a ballar al llarg de tota la peça."

### Patró per a òperes posteriors de Savoy
Trial by Jury és l'única òpera de Gilbert i Sullivan representada en un acte i l'única obra teatral de W. S. Gilbert sense diàlegs parlats. Tanmateix, les òperes posteriors de Gilbert i Sullivan van conservar diversos patrons que es veuen a Trial by Jury . Per exemple, totes excepte The Yeomen of the Guard comencen amb un número de cor. A més, com Trial by Jury , les òperes posteriors generalment acaben amb un final relativament curt que consisteix en un número de cor intercalat amb solos curts dels personatges principals. "Comes the broken flower" (part del núm. 3) va ser la primera d'una sèrie de lletres meditatives "horacianes", "barrejant felicitat i tristesa, una acceptació i una resignació somrient". Aquestes, a partir d'aquest moment, permetrien als personatges, a cadascuna de les òperes de Savoy, una escena introspectiva on s'aturen i consideren la vida, en contrast amb la ximpleria de les escenes circumdants. Com les dues àries del tenor a Trial by Jury, les àries de tenor de les òperes posteriors de Savoy es van ambientar en compàs 6:8 que Anna Russell, a la seva paròdia de 1953, "Com escriure la teva pròpia òpera de Gilbert i Sullivan" va exclamar: "el tenor... segons la tradició, ha de cantar una ària en 6:8, generalment acompanyant-se amb un instrument de corda". A Trial by Jury la hipocresia es revela a mesura que les motivacions dels personatges s'exhibeixen com a sàtira, i Gilbert es burla de l'absurditat subjacent dels procediments judicials. Com explica l'estudiós de Gilbert Andrew Crowther, Gilbert combina les seves crítiques amb entreteniment còmic, cosa que les fa més agradables alhora que subratlla la seva veritat: "En riure't d'un acudit, demostres que n'acceptes la premissa". Això també esdevindria característic de l'obra de Gilbert.
La cançó del jutge, "When I, good friends, was called to the Bar" (Quan jo, bons amics, vaig ser cridat al Col·legi d'Advocats), va anar seguida d'una sèrie de cançons similars que arribarien a personificar la col·laboració de Gilbert i Sullivan. En aquestes, sovint, un "personatge digne [igual que el jutge] proporcionava una biografia humorística de si mateix". Igual que a l'obra anterior de Gilbert, The Palace of Truth, en aquestes cançons, els personatges "revelen ingènuament els seus pensaments més íntims, inconscients del seu egotisme, vanitat, baixesa o crueltat". Crowther assenyala que aquestes revelacions funcionen particularment bé a Trial by Jury, perquè la gent sol esperar que "els personatges que canten en òpera/opereta es comuniquin a un nivell de veritat més profund que amb la simple parla." A "When I, good friends" (Quan jo, bons amics), el jutge descriu el camí de corrupció que el va portar a convertir-se en jutge, i això també establiria el patró que seguirien moltes de les cançons de les òperes de Gilbert i Sullivan.
Una de les innovacions més notables de Gilbert, que es troba per primera vegada a Thespis i es repeteix a Trial by Jury i totes les òperes posteriors de Savoy, és l'ús del cor com a part essencial de l'acció. A la majoria d'òperes, burlesques i comèdies anteriors, el cor tenia molt poc impacte en la trama i servia principalment com a "soroll o ornament". A les òperes de Gilbert i Sullivan, però, el cor és essencial, participa en l'acció i sovint actua com un personatge important per dret propi. Sullivan recordava: "Fins que Gilbert va prendre l'assumpte en mà, els cors eren preocupacions fictícies i pràcticament no eren res més que una part de l'escenari. Va ser a 'Thespis' que Gilbert va començar a dur a terme la seva determinació expressa d'aconseguir que el cor interpretés el seu paper adequat en la representació. En aquest moment sembla difícil adonar-se que la idea que el cor fos alguna cosa més que una mena de públic escènic era, en aquell moment, una gran novetat." Una altra innovació de Gilbert, seguint l'exemple del seu mentor, T. W. Robertson, va ser que el vestuari i els decorats es van fer el més realistes possible: Gilbert va basar l'escenografia de la producció en la Clerkenwell Sessions House, on havia exercit l'advocacia a la dècada de 1860. El vestuari era contemporani, i Angelina i les seves dames d'honor anaven vestides amb vestits de núvia reals. Aquesta atenció al detall i la creació acurada d'escenes i decorats realistes eren típiques de la direcció escènica de Gilbert i es repetirien en tota l'obra de Gilbert. Per exemple, quan preparava els decorats per a H.M.S. Pinafore 1878), Gilbert i Sullivan van visitar Portsmouth per inspeccionar els vaixells. Gilbert va fer esbossos del H.M.S. Victory i del H.M.S. St Vincent i va crear una maqueta perquè els fusters hi treballessin. Això estava lluny del procediment estàndard en el drama victorià, on el naturalisme encara era un concepte relativament nou, i on la majoria dels autors tenien molt poca influència en com es representaven les seves obres i llibrets.

### Anàlisi
Andrew Crowther situa Trial by Jury al centre del desenvolupament de Gilbert com a llibretista. Assenyala que en alguns dels primers llibrets de Gilbert, com ara Topsyturveydom (1874), les cançons simplement emfatitzen el diàleg. En d'altres, com ara Thespis (1871), algunes cançons estan relativament desconnectades tant de la història com de la caracterització, com ara "I once knew a chap" o "Little maid of Arcadee", que simplement transmeten una lliçó moral. A Trial by Jury , però, cada cançó porta endavant la trama i afegeix profunditat als personatges. A més, a diferència d'algunes de les primeres trames més fantàstiques de Gilbert, "A part del final, no passa res essencialment improbable". Gänzl hi està d'acord, escrivint que "el llibret de Gilbert era superior a qualsevol dels seus esforços anteriors. Era concís, modern i satíric sense ser impossiblement capritxós. En no tenir diàlegs parlats, estava forçosament construït i no permetia cap interpolació ni alteració". El desenvolupament de Sullivan com a escriptor d'òpera còmica també maduraria amb Trial by Jury . Excepte la música incidental per a produccions de Shakespeare, no havia escrit cap música per a l'escenari des de Thespis. Gänzl va escriure que Trial by Jury "va portar Sullivan fermament i finalment al món de l'escena musical" i va confirmar, després del seu èxit anterior amb Cox and Box i Thespis, que "Sullivan era un compositor de música lírica lleugera i còmica que podia rivalitzar amb Offenbach, Lecocq i qualsevol músic anglès viu."

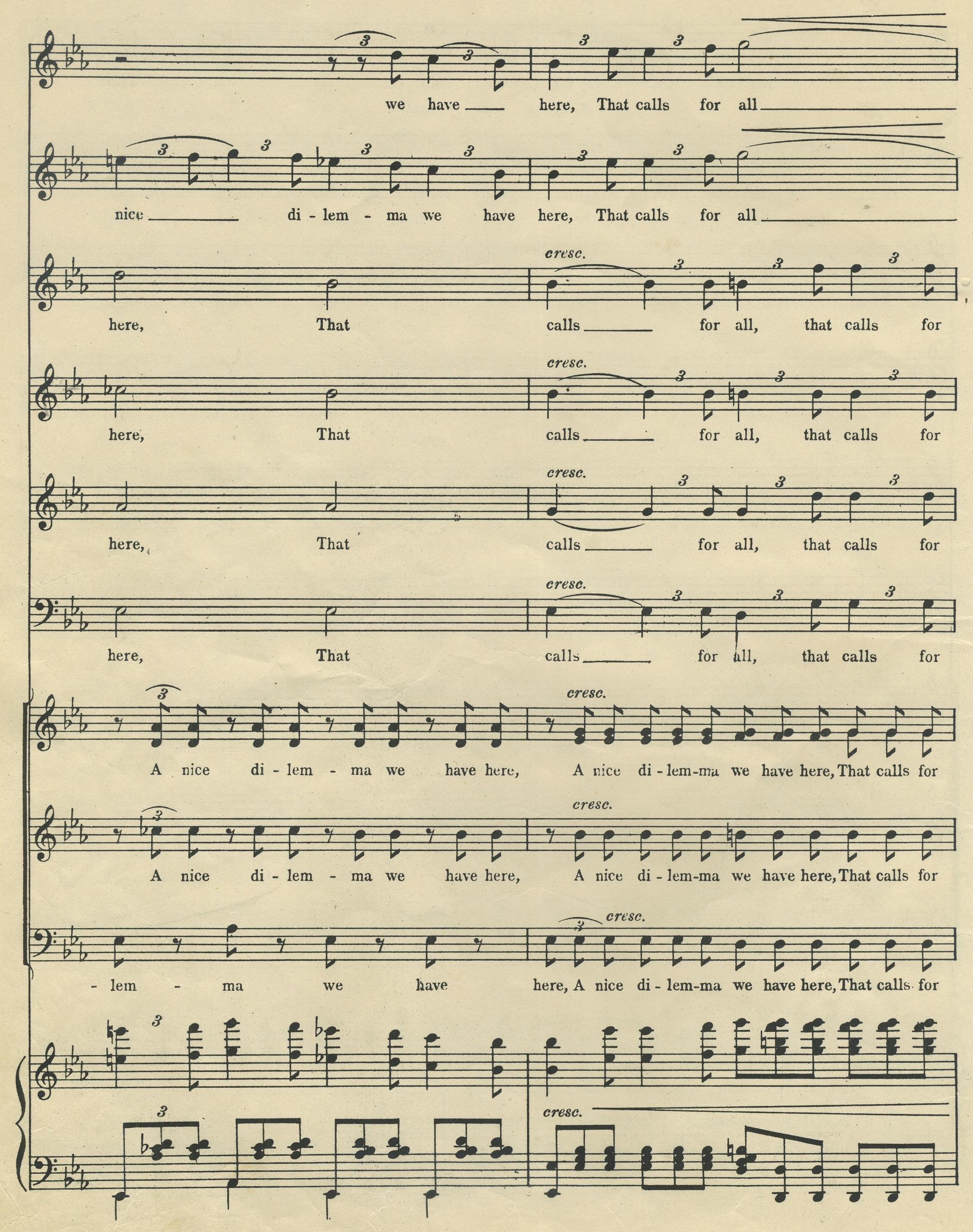
Part de la partitura vocal de "A nice dilemma"

Sullivan va aprofitar les oportunitats suggerides per la sàtira de Gilbert sobre la pompa i la cerimònia de la llei per oferir una varietat d'acudits musicals.   "Des dels primers acords... la música de Sullivan prepara l'escena d'una serietat fingida... El seu... ús humorístic de l'orquestra recorre tota la peça". Per exemple, contrapuntant el desmai calculat de la demandant a "That she is reeling is easin to see!" (núm. 9) amb un tema de to menor en l'acompanyament de corda, que puja i baixa per les octaves. Els instruments també s'utilitzen per ambientar còmicament l'escena; per exemple, subratlla la declaració errònia de l'advocat al vers "To marry two at once is robgleare" amb una "picada" còmica de fagot en octaves i fa que el demandat afini la seva guitarra a l'escenari (simulada per un violí a l'orquestra) a l'obertura de la seva cançó.
La partitura també conté dues paròdies o pastitxs d'altres compositors: la núm. 3, "All hail great Judge" (Visca el gran jutge), és una paròdia elaborada de les fugues de Händel, i la núm. 12, "A nice dilemma" (Un bon dilema), parodia conjunts de "dilemes" de l'òpera italiana de l'època del bel canto; en particular "D'un pensiero" del primer acte de La sonnambula de Bellini . "A nice dilemma" utilitza el ritme i la tonalitat dominants de "D'un pensiero" i divideix algunes de les línies corals entre els baixos i les veus més agudes per crear un efecte oom-pa-pa comú en els cors de l'òpera italiana.

## Produccions
Després de l'estrena de Trial by Jury el 1875, les companyies d'opereta de Londres, les províncies britàniques i altres llocs la van adoptar ràpidament, generalment interpretant-la com a preludi o com a post-obra d'una opereta francesa. Les primeres produccions americanes van ser una producció no autoritzada d'Alice Oates a l'Arch Street Theatre de Filadèlfia el 22 d'octubre de 1875 i una altra a l'Eagle Theatre de Nova York el 15 de novembre de 1875. La gira mundial de la producció britànica original la va portar a Amèrica, Austràlia i altres llocs el 1876.Fins i tot es va traduir a l'alemany i es va estrenar com a Im Schwurgericht al Carltheater el 14 de setembre de 1886 i com a Das Brautpaar vor Gericht al Danzer's Orpheum el 5 d'octubre de 1901.
A partir del 1878, les companyies d'òpera de Richard D'Oyly Carte (de les quals sovint n'hi havia diverses que tocaven simultàniament) solien programar Trial by Jury com a peça complementària de The Sorcerer o H.M.S. Pinafore. A la producció londinenca de 1884–85, es va afegir una escena de transformació d'estil pantomima al final, en què el jutge i el demandant es convertien en els personatges de l'arlequinada Arlequí i Colombina, i l'escenografia era "consumida" per foc i flames vermelles teatrals. Des del 1894, any en què la D'Oyly Carte Opera Company va establir una companyia de gires durant tot l'any que tenia la majoria de les obres de Gilbert i Sullivan en el seu repertori, Trial by Jury sempre es va incloure, excepte del 1901 al 1903, i després de nou del 1943 al 1946, quan la companyia va interpretar un repertori reduït durant la Segona Guerra Mundial. A partir del 1919, el vestuari va ser de Percy Anderson, i Peter Goffin va dissenyar un nou decorat per a gires el 1957.
Durant les representacions del centenari de les tretze òperes de Gilbert i Sullivan que la companyia va fer el 1975 al Savoy Theatre, Trial es va representar quatre vegades, com a obertura de The Sorcerer, Pinafore i Pirates, i com a peça posterior a The Grand Duke. Abans de la primera de les quatre representacions de Trial, Peter Pratt com a Carte, Kenneth Sandford com a Gilbert i John Ayldon com a Sullivan va interpretar una obertura especialment escrita per William Douglas-Home, anomenada Dramatic Licence, en què Gilbert, Sullivan i Carte planegen el naixement de Trial el 1875. Trial by Jury es va eliminar del repertori de D'Oyly Carte el 1976 com a mesura d'estalvi de costos.

### Historial de produccions
La taula següent resumeix les principals produccions londinencs de Trial by Jury fins a la mort de Sullivan el 1900:
| Teatre          | Data d'estrena         | Data de tancament      | Funcions | Detalls |
| --------------- | ---------------------- | ---------------------- | -------- | --- |
| Royalty Theatre | 25 de març de 1875     | 11 de juny de 1875     | 131      | Aquesta companyia també va representar matinées al Gaiety Theatre el 10 d'abril, el 17 d'abril i el 24 d'abril de 1875. El teatre va tancar del 13 de juny al 10 d'octubre mentre la companyia portava Trial by Jury i altres òperes a una gira provincial. Trial va continuar com a peça posterior a les operetes franceses al Royalty, amb Charles Morton com a gerent i Hamilton Clarke com a director musica.                                  |
| Royalty Theatre | 11 d'octubre de 1875   | 18 de desembre de 1875 | 131      | Aquesta companyia també va representar matinées al Gaiety Theatre el 10 d'abril, el 17 d'abril i el 24 d'abril de 1875. El teatre va tancar del 13 de juny al 10 d'octubre mentre la companyia portava Trial by Jury i altres òperes a una gira provincial. Trial va continuar com a peça posterior a les operetes franceses al Royalty, amb Charles Morton com a gerent i Hamilton Clarke com a director musica.                                  |
| Opera Comique   | 14 de gener de 1876    | 5 de maig de 1876      | 96       | Emily Soldene i Kate Santley van portar la producció de Morton a l'Opéra Comique. Trial no es va representar del 13 al 18 de març mentre Fred Sullivan estava malalt, i el teatre va estar tancat per Pasqua del 9 al 14 d'abril. Soldene va fer una gira amb Trial i altres operetes fins al 28 d'octubre. Dolaro i Carte (com a mànager i director musical) també van produir Trial a Dublín i Manchester del 24 de juliol al 5 d'agost de 1876. |
| Strand Theatre  | 3 de març de 1877      | 26 de maig de 1877     | 73       | Produïda "sota la direcció immediata dels autors". Originalment representat com a obra posterior a la comèdia Babes and Beetles de Tom Taylor. Va seguir una gira d'aquesta producció del 27 de maig al 28 de juliol, produïda per Santley. Al mateix temps, de maig a setembre de 1877, Santley va fer una gira de Trial com a obra posterior a una opereta d'Offenbach.                                                                          |
| Opera Comique   | 23 de març de 1878     | 24 de maig de 1878     | 56       | Interpretada com a peça posterior a The Sorcerer |
| Savoy Theatre   | 11 d'octubre de 1884   | 12 de març de 1885     | 150      | Interpretada com a preludi de The Sorcerer |
| Savoy Theatre   | 22 de setembre de 1898 | 31 de desembre de 1898 | 102      | Interpretada com a preludi de The Sorcerer |
| Savoy Theatre   | 6 de juny de 1899      | 25 de novembre de 1899 | 174      | Interpretada com a preludi de H.M.S. Pinafore |

Els drets exclusius d'interpretació de Trial by Jury i les altres òperes de Gilbert i Sullivan van ser en mans de la D'Oyly Carte Opera Company fins al seu venciment el 1961, 50 anys després de la mort de Gilbert, i cap altra companyia professional va ser autoritzada a presentar les òperes de Savoy a Gran Bretanya des de 1877 fins a aquesta data. Les taules següents mostren els repartiments de les principals produccions originals i companyies de gira de D'Oyly Carte a intervals aproximadament de 10 anys fins a la temporada del centenari de 1975.
| Personatge          | Royalty Theatre 1875 | Strand Theatre 1877 | Opera Comique 1878 | Savoy Theatre 1884 | Savoy Theatre 1898   |
| ------------------- | -------------------- | ------------------- | ------------------ | ------------------ | -------------------- |
| Jutge erudit        | Frederic Sullivan    | J.G. Taylor         | George Grossmith   | Rutland Barrington | Henry Lytton         |
| Advocat             | John Hollingsworth   | Charles Parry       | Rutland Barrington | Eric Lewis         | Jones Hewson         |
| Demandat            | Walter H. Fisher     | Claude Marius       | George Power       | Durward Lely       | Cory James           |
| President del Jurat | Charles Kelleher     | W. S. Penley        | F. Talbot          | Arthur Kennett     | Leonard Russell      |
| Uixer               | Belville R. Pepper   | Harry Cox           | Fred Clifton       | William Lugg       | Walter Passmore      |
| Associat            | [ 102 ]              |                     |                    | J. Wilbraham       | Charles Childerstone |
| Demandant           | Nelly Bromley        | Lottie Venne        | Lisa Walton        | Florence Dysart    | Isabel Jay           |
| 1a dama d'honor     | Linda Verner         | Gwynne Williams     |                    | Sybil Grey         | Mildred Baker        |

| Personatge          | D'Oyly Carte 1905 Tour | D'Oyly Carte 1915 Tour | D'Oyly Carte Gira 1925 | D'Oyly Carte Gira 1935 |
| ------------------- | ---------------------- | ---------------------- | ---------------------- | ---------------------- |
| Jutge erudit        | Charles H. Workman     | Leo Sheffield          | Leo Sheffield          | Sydney Granville       |
| Advocat             | Albert Kavanagh        | Frederick Hobbs        | Henry Millidge         | Leslie Rands           |
| Demandat            | Strafford Moss         | Dewey Gibson           | Sidney Pointer         | Robert Wilson          |
| President del Jurat | J. Lewis Campion       | Frank Steward          | T. Penry Hughes        | T. Penry Hughes        |
| Uixer               | Reginald White         | George Sinclair        | Joseph Griffin         | Richard Walker         |
| Associat            |                        | Allen Morris           | Martyn Green           | C. William Morgan      |
| Demandant           | Bessie Mackenzie       | Marjorie Gordon        | Eleanor Evans          | Ann Drummond-Grant     |
| 1a dama d'honor     | Mabel Burnege          | Ethel Armit            | Beatrice Elburn        | Nancy Ray              |

| Personatge          | D'Oyly Carte Gira 1949 | D'Oyly Carte Gira 1955 | D'Oyly Carte Gira 1965 | D'Oyly Carte Gira 1975 |
| ------------------- | ---------------------- | ---------------------- | ---------------------- | ---------------------- |
| Jutge erudit        | Richard Watson         | John Reed              | Jeffrey Skitch         | Jon Ellison            |
| Advocat             | Alan Styler            | Alan Styler            | Alan Styler            | Michael Rayner         |
| Demandat            | Leonard Osborn         | John Fryatt            | Philip Potter          | Jeffrey Cresswell      |
| President del Jurat | Donald Harris          | John Banks             | Anthony Raffell        | James Conroy-Ward      |
| Uixer               | L. Radley Flynn        | George Cook            | George Cook            | John Broad             |
| Associat            | C. William Morgan      | Keith Bonnington       | Keith Bonnington       | William Palmerley      |
| Demandant           | Enid Walsh             | Kathleen West          | Jennifer Toye          | Marjorie Williams      |
| 1a dama d'honor     | Joyce Wright           | Margaret Dobson        | Pauline Wales          | Rosalind Griffiths     |

## Actuacions benèfiques

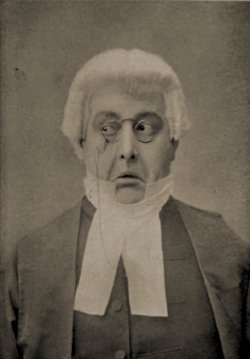
Rutland Barrington com el Jutge Erudit

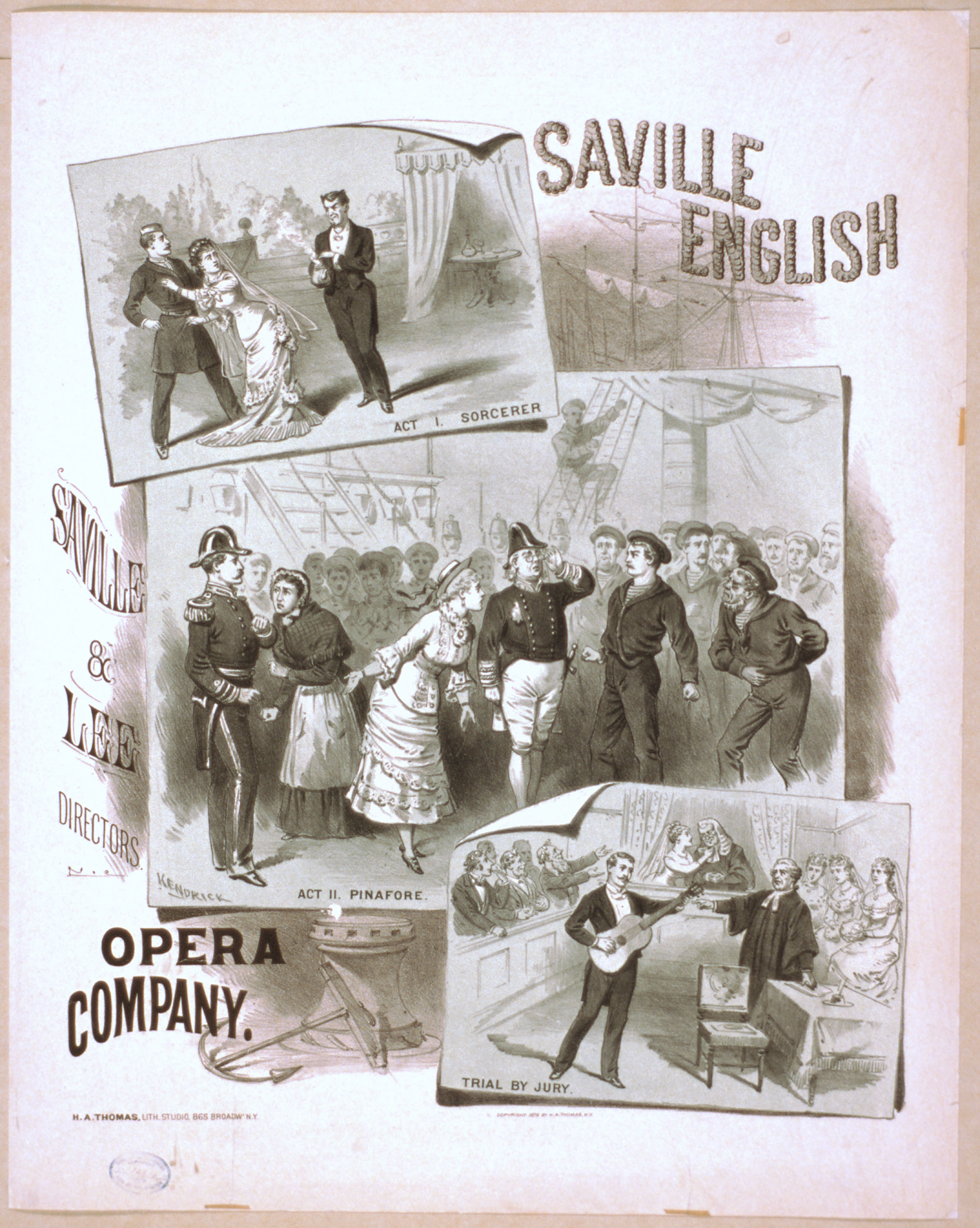
Cartells publicitaris d'operetes de Gilbert & Sullivan; inclou Trial by Jury

A partir del 1877, Trial by Jury es va representar sovint en actuacions benèfiques, generalment per a un actor o actriu que havia passat per moments difícils, però ocasionalment per altres causes. Es tractava d'esdeveniments brillants, amb diverses celebritats que apareixien en papers principals o com a part del cor. El mateix Gilbert va interpretar el paper silenciós d'Associat en almenys quatre ocasions.
Arthur Sullivan va dirigir l'espectacle benèfic de 1877 per a l'actor Henry Compton. A l'espectacle benèfic de Compton, Penley i George Grossmith eren membres del jurat, i diversos altres actors i actrius famosos formaven part del cor. Sullivan també va dirigir l'espectacle benèfic de 1889 per a Barrington.
A l' espectacle benèfic de Nellie Farren, molts dels artistes que s'enumeren a continuació van seure al jurat o a la galeria, i Trial by Jury va anar seguit d'un concert de sis hores. Van actuar Henry Irving, Ellaline Terriss, Marie Tempest, Hayden Coffin, Arthur Roberts, Letty Lind, Edmund Payne i molts altres.
L' espectacle benèfic d'Ellen Terry del 1906 també va ser un acte particularment concorregut, amb Sir Arthur Conan Doyle entre el jurat i Enrico Caruso cantant, entre moltes actuacions estel·lars.
| Role                | Henry Compton Drury Lane 1 de març de 1877 | Amy Roselle Lyceum 16 de juny de 1887 | Rutland Barrington Savoy 28 de maig de 1889 | Nellie Farren Drury Lane 17 de març de 1898 |
| ------------------- | ------------------------------------------ | ------------------------------------- | ------------------------------------------- | ------------------------------------------- |
| Jutge               | George Honey                               | Rutland Barrington                    | Rutland Barrington                          | Rutland Barrington                          |
| Advocat             | George Fox                                 | Richard Temple                        | Alec Marsh                                  | Eric Lewis                                  |
| Demandat            | W. H. Cummings                             | Henry Bracy                           | Courtice Pounds                             | Courtice Pounds                             |
| President del Jurat |                                            |                                       | Mr. Burbank                                 | Henry Lytton                                |
| Uixer               | Arthur Cecil                               | Rudolph Lewis                         | W. H. Denny                                 | Walter Passmore                             |
| Associat            | W. S. Gilbert                              | Arthur Roberts                        |                                             | W. S. Gilbert                               |
| Demandant           | Pauline Rita                               | Geraldine Ulmar                       | Lottie Venne                                | Florence Perry                              |

| Personatge             | Residència de descans de la princesa Christian per a soldats discapacitats Drury Lane, 15 de maig de 1900 | William Rignold Lyric Theatre 5 de desembre de 1902 | Ellen Terry Drury Lane 12 de juny de 1906 |
| ---------------------- | --- | --------------------------------------------------- | ----------------------------------------- |
| Jutge                  | Rutland Barrington                                                                                        | Rutland Barrington                                  | Rutland Barrington                        |
| Advocat                | Eric Lewis                                                                                                | C. Hayden Coffin                                    | Henry Lytton                              |
| Demandat               | Courtice Pounds                                                                                           | Charles Childerstone                                | Courtice Pounds                           |
| President del Jurat    | W. H. Denny                                                                                               | Fred Kaye                                           | Robert Marshall                           |
| Uixer                  | Walter Passmore                                                                                           | George Grossmith Jr.                                | Walter Passmore                           |
| Associat               | W. S. Gilbert                                                                                             | Lionel Monckton                                     | W. S. Gilbert                             |
| Esposa de l'Associat 1 | Effie Bancroft                                                                                            | —                                                   | Fanny Brough                              |
| Demandant              | Florence St. John                                                                                         | Evie Greene                                         | Ruth Vincent                              |

1 El paper de l'esposa de l'associat va ser creat especialment per a l'actuació benèfica dels soldats discapacitats i no apareix en cap actuació estàndard.

## Enregistraments
Trial by Jury s'ha enregistrat moltes vegades. Dels enregistraments de la D'Oyly Carte Opera Company, els enregistrats el 1927 i el 1964 es classifiquen com els millors, segons la "Gilbert and Sullivan Discography", editada per Marc Shepherd. Els enregistraments de Sargent de 1961 i, especialment, els de Mackerras de 1995 també reben una alta qualificació per la Discografia. El crític Michael Walters elogia molt positivament l'enregistrament de 1927, però també li agrada l'enregistrament de 1961.
La Discografia recomana el vídeo de Brent Walker de 1982, que s'acompanya de Cox and Box.  El Festival Internacional Gilbert i Sullivan ha enregistrat en vídeo produccions professionals més recents.
Enregistraments seleccionats
- 1927 D'Oyly Carte – Director: Harry Norris[134]
- 1961 Sargent/Glyndebourne – Pro Arte Orchestra, Cor del Festival de Glyndebourne, Director: Sir Malcolm Sargent[135]
- 1964 D'Oyly Carte – Director: Isidore Godfrey[136]
- 1975 D'Oyly Carte – Director: Royston Nash[137]
- Vídeo de Brent Walker Productions de 1982 – Ambrosian Opera Cor, Orquestra Simfònica de Londres, Director: Alexander Faris[132]
- 1995 Mackerras/Telarc – Orquestra i Cor de l'Òpera Nacional Gal·lesa, Director: Sir Charles Mackerras[138]
- Vídeo de l'Òpera Australiana del 2005 (vestuari modern) – Director d'escena: Stuart Maunder; director d'orquestra: Andrew Greene[139]

## Canvis textuals

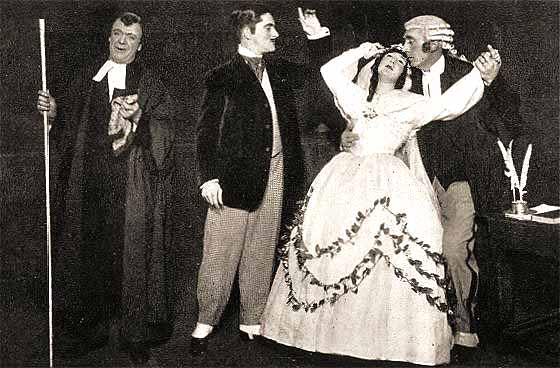
La Demandant, "angoixada", capta la simpatia del jutge i del jurat. Producció amb Sydney Granville, 1919

Abans de la primera representació de Trial by Jury , es va tallar part del material, incloent-hi dues cançons i un recitatiu : una cançó per al cap del jurat, "Oh, don't blush to spill a tear", que s'havia de cantar just després de "Oh, will you swear by yonder skies"; i un recitatiu per al jutge i una cançó per a l'Uixer, "We do not deal with artificial crime" i "His lordship's always quits", que venien just abans de "A nice dilemma". La melodia de "His Lordship's always quits" és coneguda, i es va reutilitzar a "I love her fondly" a The Zoo i més tard es va modificar a la melodia principal de "A wand'ring minstrel, I" a The Mikado. Es van fer alguns canvis al final de "I love him, I love him!" després de la primera nit. Es va cantar una tercera estrofa per a "Oh, gentlemen, listen I pray", almenys la primera nit, i una part es va citar en una crítica al Pictorial World.
Trial by Jury va patir canvis textuals relativament menors després de la seva primera representació, principalment en esmenes insignificants de la redacció. Els canvis més significatius afecten el final. Les indicacions escèniques originals establien un quadre senzill d'estil pantomima :
| « | El JUTGE i la DEMANDANT tornen a ballar, fent pas de cornpipe, i pugen al banc dels jutges: les DAMES D'HONOR agafen les vuit garlandes de roses de darrere l'escriptori del jutge i les arrosseguen pel terra del tribunal, de manera que irradien des de l'escriptori. Dos cupidos de guix amb perruques de barra baixen de mosques. Foc vermell. | » |

Això es va tornar molt més elaborat en la reaparició de 1884, amb tot el decorat transformat i el demandant pujant a l'esquena del jutge "a la fada". A la dècada de 1920, els cupidos de guix van ser evidentment danyats durant una visita guiada i l'escena de la transformació es va abandonar completament.